# Gotee Records
Gotee Records é uma gravadora cristã de hip hop cristão, baseado em Franklin (Tennessee) nos Estados Unidos.

## História
A gravadora foi fundada em 1994 por TobyMac, Todd Collins e Joey Elwood. A gravadora fazia parte da EMI Christian Music Group. O primeiro álbum produzido é Lovin' the Day do grupo Out of Eden.  Em 2015, a Gotee foi adquirida pela Zealot Networks, de propriedade de um ex-artista da gravadora, John Reuben.

## Artistas
Atuais:
- Capital Kings
- Hollyn
- Jamie Grace
- Morgan Harper Nichols
- Finding Favour
- Ryan Stevenson

ANTIGOS"
- 4th Avenue Jones
- Ayiesha Woods
- B. Reith
- DJ Maj
- Family Force 5
- Fighting Instinct
- GRITS
- House of Heroes
- Jennifer Knapp
- John Reuben
- L.A. Symphony
- Liquid
- Mars ILL
- Our Heart's Hero
- Out of Eden
- Relient K (Capitol Records/Gotee)
- Sarah Kelly
- StorySide:B
- The Showdown
- Stephanie Smith
- Marvin W. Castillo
- Christafari
- Curious Fools
- Deepspace5
- Gotee Brothers
- Jeff Anderson
- Jeff Deyo
- Johnny Q. Public
- SONICFLOOd
- The Katinas
- Knowdaverbs
- Chasing Victory
- KJ-52
- Paul Wirght

## Coletâneas
- "Gotee Records presents: Showcase"
- "We Are Hip Hope"
- "Freaked! A Tribute to dc Talk's Jesus Freak"
- "Gotee Records Freshman Class 2000"
- "Gotee Records: The Soundtrack"
- "Ten Years Brand New"

## Ver Também
- Toby McKeehan
- ForeFront Records
- Hip hop cristão
- Reach Records